# Щ-405
«Щ-405» — советская дизель-электрическая торпедная подводная лодка, принадлежит к серии X-бис проекта Щ — «Щука».

## История корабля
Лодка была заложена 31 декабря 1938 года на заводе № 194 «им. Марти» в Ленинграде под строительным номером 510.

### Служба
- 7 июня 1941 года вступила в строй и была зачислена в состав Учебной БрПЛ КБФ.
- 28 июня 1941 года вошла в состав КБФ.
- В период с 21 июля по 15 августа 1941 года находилась в боевом походе в районе банки Штольпе. 27 июля попыталась атаковать ОТР противника, однако при выходе в атаку пропустила момент залпа. 11 августа при переходе в точке рандеву с эскортом в районе маяка Богшер, командир ПЛ, не предупредив вахтенного офицера, приказал командиру БЧ-5 перейти из крейсерского в позиционное положение. Тот, по ошибке, принял главный балласт и спровоцировал смерть командиров Черкасова и Медведева. ПЛ погрузилась и легла на дно на глубине 125 метров. При погружении была раздавлена цистерна главного балласта и носовой спасательный буй. Командование принял командир БЧ-1 лейтенант Пенькин Н. И. Лодка всплыла и через несколько часов была атакована самолётом противника, сбросившим 4 бомбы в 20-25 метрах от лодки. В результате пулемётного обстрела был ранен командир БЧ-3 и торпедист. ПЛ вновь погрузилась и легла на дно. Достигнув маяка Ристна, ПЛ легла на глубину 68 метров. После вечернего всплытия, лодка получила запрос командира 2-й БрПЛ с требованием «показать своё место». Отвечать корабль не мог, так как во время бомбардировки вышел из строя передатчик. Для установления связи была сделана попытка высадиться у маяка, однако из-за плохой погоды, она потерпела неудачу. Командир принял решение перейти к мысу Тахкуна. Во время перехода, ПЛ села на камни, сняться с которых самостоятельно не смогла. Для установления связи, на берег было направлено 2 человека. 14 августа к ПЛ подошёл тральщик с командиром 2-й БрПЛ и сторожевой катер. Лодка была снята с мели и 15 августа прибыла в Таллин.
- 6 сентября 1941 года переформирована в составе 3-го ДнПЛ БрПЛ КБФ.
- В период с 11 июня по 13 июня 1942 года находилась в боевом походе в районе острова Лавенсари в обеспечении сторожевого катера для дальнейшего перехода в Норрчёпингскую бухту. Последний раз наблюдалась постом службы наблюдения и связи на острове Сескар. В конечную точку не прибыла. 15 июня сторожевой катер подобрал трупы помощника командира и старшего рулевого. 16 июня к острову Сескар прибило труп командира. Поиск с использованием разведывательной авиации показал наличие большого масляного пятна в 5 километрах к северо-западу от банки Нагаева. Подводная лодка погибла при пересечении крайней точки линии минного заграждения «Брумбар-1», когда следовала в надводном положении.

## Командиры лодки
- 18 июля 1940 г. — 11 августа 1941 г. — Сидоренко И. А.
- Август 1941 г. — Август 1941 г. — Волошин К. М. (не успел вступить в должность, погиб на ПЛ С-11)
- 11 августа 1941 г. — 15 августа 1941 г. — Пенькин Н. И.
- 27 августа 1941 г. — Сентябрь 1941 г. — Федотов М. В.
- 17 октября 1941 г. — Июнь 1942 г. — Грачёв И. В.

## Обнаружение
В 1999 году при обследовании АО «Севморгео» дна Финского залива, в районе острова Сескар были обнаружены две советские ПЛ, предположительно «Щ-405» и «М-96».
По сообщениям РИА Новости, 29 апреля 2018 года экспедиция «Поклон кораблям Великой Победы» обнаружила место гибели «Щ-405» на глубине 50 метров. В ходе подводного обследования было обнаружено, что у лодки оторвана носовая часть, а остов затянут рыболовными сетями. На данный момент никаких действий с обнаруженной ПЛ предпринимать не планируется.

## Память
В 1942 году тела погибших были захоронены на острове Сескар, рядом с башней маяка, а после войны, в 1975 году, перезахоронены на созданном мемориале «Мартышкино».